# Barbula stuhlmannii
Barbula stuhlmannii là một loài rêu trong họ Pottiaceae. Loài này được (Broth.) Broth. mô tả khoa học đầu tiên năm 1902.